# Onaćkiwci
Onaćkiwci (ukr. Онацьківці) – wieś na Ukrainie, w obwodzie chmielnickim, w rejonie szepetowskim, w hromadzie Połonne. W 2021 liczyła 497 mieszkańców, spośród których 496 wskazało jako ojczysty język ukraiński.